# Эстервиль (метеорит)
Эстервиль (Estherville) — железокаменный метеорит массой свыше 337 килограмм. Относится к редкому типу мезосидеритов. Найден к северу от Эстервилля, главного города графства Эммет, Айова, США (вблизи границы с Миннесотой). Падение произошло 10 мая 1879 г. около 17:00 по местному времени, при ясном небе. 
Болид наблюдался на расстоянии до 100 миль. Падение сопровождалось продолжительными раскатами грома и треском.
Метеорит рассыпался на много кусков, два наиболее крупных — около 200 и 77 кг. Самый массивный кусок, размерами 69×58×38 см, упал возле железной дороги, в 60 метрах от жилого дома в заполненную водой выемку в глинистом жёстком грунте диаметром 12 футов и глубиной 6 футов (1,8 м), и ушёл в дно на 8 футов (2,4 м). Этот обломок выкапывали несколько дней. Второй упал в двух милях к западу от первого на сухую возвышенность и углубился в почву на 4,5 фута (около 1,4 м). Третий по величине фрагмент массой около 42 кг, упавший в 4 милях от первого, был обнаружен лишь через 9 месяцев, 23 февраля 1880 г., траппером, который нашёл его в узкой яме глубиной 5 футов (1,5 м) на высохшем болоте. Кроме того, в окрестностях выпал ряд более мелких осколков массой от нескольких граммов до 13 кг. Множество фрагментов массой до полукилограмма были обнаружены весной следующего года возле озера, находящегося в 5-6 милях к юго-западу, в соседнем графстве Дикинсон.
Фрагменты метеорита демонстрируются в публичной библиотеке Эстервилля, в Национальном музее естественной истории (Вашингтон) и в Венском музее естествознания.
В 1980 году при исследовании метеорита был впервые описан новый минерал тетратенит состава FeNi с уникальными для не содержащих редкоземельные металлы магнитными свойствами.